# Torre dello Standardo
La Torre dello Standardo è una torre che si trova a Mdina, a Malta, vicino alla porta principale della città e che fa parte delle fortificazioni della stessa.

## Storia
La torre fu costruita dall'Ordine di San Giovanni tra il 1725 e il 1726 sul sito di una preesistente torre medievale, chiamata Torre Mastra o Torre de la Bandiera, e aveva lo scopo di inviare segnali tra Mdina e il resto dell'isola di Malta. Nello specifico veniva acceso un fuoco per avvertire gli abitanti e le torri vicine in caso di attacco dal mare e veniva sparato un colpo di cannone ogni sera prima della chiusura delle porte della città.
Come molti altri edifici medievali di Mdina, la torre ha subito dei danni significativi durante il terremoto del 1693 ed è stata infine demolita nel marzo 1725. Al suo posto è stata costruita l'attuale Torre dello Standardo, su progetto dell'ingegnere militare francese Charles François de Mondion.
Durante la rivolta maltese del 1798 contro l'occupazione francese di Malta, i ribelli ospitarono sulla torre le bandiere maltesi, napoletane e anche portoghesi quando la marina portoghese venne in aiuto degli insorti.
Nell'Ottocento la torre rimase in uso come torre di segnalazione fino ai primi periodi del dominio britannico e successivamente, quando il vicino Palazzo Vilhena venne utilizzato come sanatorio dai militari britannici, venne utilizzata per ospitare il portiere e gli altri operatori del sanatorio. Nel 1888 venne utilizzata come ufficio telegrafico e successivamente è stata una stazione di polizia fino al 2002. Dal marzo 2011 la torre è un centro di informazioni turistiche.
La torre, insieme alla parte posteriore della Porta di Mdina, era raffigurata sulla banconota da 5 lire maltesi in circolazione tra il 1989 e il 2007.

## Architettura
Il disegno della Torre dello Standardo è simile alle torri di avvistamento costiere costruite nel XVII secolo dall'Ordine, ma è di costruzione più elegante con elementi decorativi barocchi come modanature e gli stemmi di De Vilhena e della città di Mdina.